# 几丁石
几丁石又称胞石，旧称几丁类、几丁虫。是一类具有几丁质外壁的海洋微体化石。幾丁石依據外觀可以分成兩類，即口蓋樣式簡單且頸部不明顯的口蓋目和口蓋較複雜且頸部分明的前體目。几丁石的大小约为50到2000微米，生存于奥陶纪至泥盆纪世界各大陆。最早由德国微体古生物学家埃森纳克发现于德国北部的冰川漂砾中。目前这类化石分类不明，由於幾丁石往往以鏈狀或團形出現，多数认为是多毛纲或腹足纲动物的卵，也有人认为是某种单细胞植物。